# Syrianska Football Club
Il Syrianska FC è una società calcistica svedese con sede nella città di Södertälje. Nella stagione 2020 avrebbe dovuto militare in Division 1 in virtù della retrocessione patita l'anno precedente, ma la commissione sportiva nazionale ha relegato la squadra in Division 2 – quarta serie – a causa della situazione debitoria della società.
Il logo del club vede la presenza di un sole alato sotto la scritta in aramaico Hudro Suryoyo b-Södertälje, traducibile in Club sportivo arameo-siriaco a Södertälje. Anche i colori sociali, rosso e giallo, richiamano la bandiera arameo-siriaca.
Spesso il popolo arameo-siriaco, non avendo una nazionale ufficiale, considera la squadra come propria rappresentazione. La sua maggior rivale è l'Assyriska, squadra anch'essa fondata a Södertälje, rappresentante la comunità di identità assira. Negli ultimi anni, tuttavia, questa rivalità si è in parte affievolita.

## Storia
I primi immigrati giunti in Svezia dal Medio Oriente tra gli anni '60 e '70 iniziarono ad essere ufficialmente denominati dalle autorità locali come Assyrier (assiri). Una parte di essi rifiutò questa nomenclatura, chiedendo di essere chiamati Syrianer (siriaci) sulla base di alcune differenze identitarie. Gli assiri infatti vantavano la loro discendenza dagli antichi Assiri che dominarono a lungo la cultura mesopotamica in epoca pre-cristiana, mentre i siriaci ponevano un accento maggiore sulla loro identità siro-ortodossa legata al popolo arameo, oltre ad altre differenze religiose che hanno portato all'instaurazione di chiese e vescovi differenti tra loro. Queste discordanze contribuirono alla creazione del Suryoyo SK nel 1977. Nove anni più tardi la denominazione cambiò nell'attuale Syrianska SK.
Dopo anni trascorsi nelle serie minori, il Syrianska raggiunse finalmente la Superettan nel 2009 e la vinse nella stagione successiva, guadagnandosi la promozione in Allsvenskan per la stagione 2011.
Al termine del primo campionato disputato nella massima serie, il Syrianska arrivò terzultimo: dovette così ricorrere allo spareggio contro la terza classificata di Superettan, in questo caso l'Ängelholm, rimontando la sconfitta della gara di andata e aggiudicandosi la salvezza. Il Syrianska ottenne la salvezza anche nel campionato seguente, ma non nel 2013 quando tornò in seconda serie con le conseguenti dimissioni di Özcan Melkemichel, personaggio di spicco nella storia del club sia come giocatore – prese parte alla scalata dalla Division 7 alla Division 2 – che come allenatore, dato che fu il tecnico che portò la squadra in Allsvenskan.
Seguirono quattro stagioni in Superettan e una in Division 1, culminata con un'immediata promozione. Il ritorno in seconda serie si rivelò però breve, visto che il Syrianska terminò la Superettan 2019 all'ultimo posto, ricevendo peraltro un'ulteriore retrocessione da parte della commissione sportiva nazionale a causa dei debiti accumulati, ritrovandosi così in quarta serie da un anno all'altro.

## Stadio
Il club gioca le proprie partite casalinghe alla Södertälje Fotbollsarena, stadio da circa 6.700 posti, condiviso con l'altra squadra cittadina, l'Assyriska FF.
L'impianto è costituito da una tribuna coperta, dotata di seggiolini rossi, e tre scoperte.

## Palmarès

### Competizioni nazionali
- Superettan: 1

2010
- Division 1: 1

2008
- Division 2: 2

2001, 2005

### Altri piazzamenti
- Division 1:

Secondo posto: 2018